# Kałki (województwo warmińsko-mazurskie)
Kałki (niem. Sechserben) – osada w Polsce położona w województwie warmińsko-mazurskim, w powiecie kętrzyńskim, w gminie Srokowo.
W latach 1975–1998 miejscowość administracyjnie należała do województwa olsztyńskiego.
Wieś położona jest na południowy zachód od Brzeźnicy, w pobliżu granicy z obwodem królewieckim.
Od Srokowa dojazd do Kałek przez Brzeźnicę.

## Historia wsi
Majątek ziemski w Kałkach do 1824 był własnością rodziny Schliebenów, a następnie rodziny Totenhoefer z Brzeźnicy. W latach 1920–1944 majątek należał do rodziny Rudolfa i Ilse Plock z domu Totenhoefer. W tym czasie Kałki razem z dwoma folwarkami miały powierzchnię około 1000 ha.

## Zabytki
Do wojewódzkiego rejestru zabytków wpisane są obiekty:
- zespół pałacowy, 2 poł. XIX:
  - pałac, budynki gospodarcze majątku i pałac wybudowane zostały w latach dwudziestych XX. Całość założenia urbanistycznego zrealizowana została na planie czworokąta, z dworem na jego wschodnim boku. Pałac wzniesiony został na planie prostokąta jako budowla jednopoziomowa, podwyższona w części środkowej – ryzality od frontu i parku. Ryzality boczne pokryte dachem mansardowym, posiadają pomieszczenia użytkowe na pierwszym piętrze[4]. Na terenie parku znajdował się starszy, drewniany dwór, który spłonął w 1981 r. 9 września 1924 r., w parku pod dębami pochowano w tymczasowej mogile 50 żołnierzy niemieckich z 38. i 22. dywizji piechoty. Cmentarz wojenny usytuowany około 3 km na zachód od majątku, przy leśnej drodze opodal wzgórza Kalken Berge. Został odnowiony w 1996 r. Tablica przy bramie wskazuje 80 żołnierzy niemieckich i 39 żołnierzy rosyjskich. Zachowała się również mogiła zbiorowa na niewielkim wzniesieniu terenu, na polanie niedaleko strumienia, przy drodze do Łęknicy. Od 1945 majątek ziemski w Kałkach funkcjonował jako PGR, głównie jako obiekt PGR Brzeźnica. Przez lata był zamieszkany przez kilka rodzin. Obecnie obiekt wraz z zabudowaniami gospodarczymi majątku stanowi własność osoby fizycznej. W pobliżu Kałek znajduje się rezerwat przyrody Kałeckie Błota.
  - park.